# A. Wright
A. E. Wright (prénom inconnu) est un joueur de tennis américain de la fin du XIXe siècle et du début du XXe siècle.
Il a remporté l'US Men's National Championship : en double mixte en 1889 (avec Grace Roosevelt).

## Palmarès (partiel)

### Titre en double mixte
| No | Date       | Nom et lieu du tournoi                 | Catégorie | Surface      | Partenaire      | Finalistes                | Score              |          |
| -- | ---------- | -------------------------------------- | --------- | ------------ | --------------- | ------------------------- | ------------------ | -------- |
| 1  | 11-06-1889 | US National Championships Philadelphie | G. Chelem | Gazon (ext.) | Grace Roosevelt | Bertha Townsend C. T. Lee | 6-1, 6-3, 3-6, 6-3 | Parcours |

## Parcours enGrand Chelem(partiel)

### En simple
Parcours non connu

### En double
Non connu